# João Maria Wandenkolk
João Maria Wandenkolk, primeiro barão de Araguari (Portugal, 30 de agosto de 1806 — Niterói, 28 de fevereiro de 1874), foi um militar brasileiro. Chegou à patente de almirante, tendo servido como ajudante-de-ordens do barão do Rio da Prata durante a Guerra da Cisplatina, além de ter participado da comitiva que trouxe a futura imperatriz-consorte Teresa Cristina Maria de Bourbon, ao Brasil, em 1843, além de diretor da Escola Naval, no Rio de Janeiro.
Entre os vasos de guerra que comandou, destacam-se as corvetas Euterpe e Defensora e o vapor de guerra Beberibe. Em 1864, participou da comissão que escolhera o local para a construção do farol da ilha de São João, juntamente com Vilela Nogueira e Joaquim Duarte de Sousa Aguiar.

## Títulos nobiliárquicos e honrarias
Comendador da Imperial Ordem de São Bento de Avis e da Imperial Ordem de Cristo e dignitário da Imperial Ordem do Cruzeiro.
Barão de Araguari
Título conferido por decreto imperial em 10 de maio de 1873. Faz referência ao rio Araguari, que em tupi significa rio do vale dos papagaios.